# 鬥快去星洲
鬥快去星洲（英語：Race Across the World）是一個由英國廣播公司製作的真人競賽節目，2019年3月9日至2019年4月7日在英國廣播公司播出。香港由港台電視31、31A在2020年4月6日至5月11日播映第一季，同年10月5日開始播映第二季，名為《鬥快去南美》。
第一季節目的參賽者需要在不得乘坐飛機的情況下，由英國倫敦前往新加坡，途中經過希臘德爾菲、阿塞拜疆巴庫、烏茲別克塔什干、中國黃姚古鎮、柬埔寨高龍島五個中途站，最快的一組參賽者可以獲得二萬英鎊的獎金。第一季有5隊參賽者，節目總共六集。

## 播放電視台
| 香港 港台電視31、31A 星期一 21:30－22:30            | 香港 港台電視31、31A 星期一 21:30－22:30           | 香港 港台電視31、31A 星期一 21:30－22:30 |
| --------------------------------------------------- | -------------------------------------------------- | ---------------------------------------- |
|                                                     | 鬥快去星洲 （2020年4月6日－5月11日）               |                                          |
| 極地生存之道 重播 （2020年3月9日－3月30日）         | 走肉家庭？ （2020年5月18日－6月1日）               |                                          |
| 一齊闖天下：我的鄉村生活 （2020年9月14日－9月28日） | 一齊闖天下：鬥快去南美 （2020年10月5日－11月30日） | 一齊闖天下：型男型旅 （2020年12月7日－） |

## 外部連結
- 鬥快去星洲 （页面存档备份，存于） 香港電台31台